# Nemaha (Nebraska)
Nemaha és una població dels Estats Units a l'estat de Nebraska. Segons el cens del 2000 tenia 178 habitants.

## Demografia
Segons el cens del 2000, Nemaha tenia 178 habitants, 76 habitatges, i 51 famílies. La densitat de població era de 221,7 habitants per km².
Dels 76 habitatges en un 27,6% hi vivien nens de menys de 18 anys, en un 56,6% hi vivien parelles casades, en un 6,6% dones solteres, i en un 31,6% no eren unitats familiars. En el 30,3% dels habitatges hi vivien persones soles el 23,7% de les quals corresponia a persones de 65 anys o més que vivien soles. El nombre mitjà de persones vivint en cada habitatge era de 2,34 i el nombre mitjà de persones que vivien en cada família era de 2,88.
Per edats la població es repartia de la següent manera: un 23% tenia menys de 18 anys, un 5,1% entre 18 i 24, un 21,9% entre 25 i 44, un 30,3% de 45 a 60 i un 19,7% 65 anys o més.
L'edat mediana era de 44 anys. Per cada 100 dones de 18 o més anys hi havia 101,5 homes.
La renda mediana per habitatge era de 29.375 $ i la renda mediana per família de 35.938 $. Els homes tenien una renda mediana de 31.563 $ mentre que les dones 23.125 $. La renda per capita de la població era de 13.409 $. Aproximadament el 6,8% de les famílies i el 9,3% de la població estaven per davall del llindar de pobresa.

## Poblacions més properes
El següent diagrama mostra les poblacions més properes.